# Арчі Геммілл
Арчибальд (Арчі) Геммілл (англ. Archibald (Archie) Gemmill, нар. 24 березня 1947, Пейслі) — англійський футболіст, що грав на позиції півзахисника, зокрема, за клуби «Дербі Каунті» і «Ноттінгем Форест», а також національну збірну Шотландії.. По завершенні ігрової кар'єри — тренер.
Триразовий чемпіон Англії. Дворазовий володар Суперкубка Англії з футболу. Дворазовий володар Кубка англійської ліги. Володар Кубка чемпіонів УЄФА.
Увійшов до історії шотландського футболу завдяки майстерному голу, забитому на ЧС-1978 у ворота нідерландців, який на багато років став одним з найяскравіших епізодів у виконанні шотландської збірної і частиною популярної культури.

## Клубна кар'єра
У дорослому футболі дебютував 1964 року виступами за команду клубу «Сент-Міррен», в якій провів три сезони, взявши участь у 65 матчах чемпіонату.
Протягом 1967—1970 років захищав кольори команди клубу «Престон Норт-Енд», який викупив його контракт за 13 тисяч фунтів.
Своєю грою за останню команду привернув увагу представників тренерського штабу «Дербі Каунті», який був у пошуку півзахисника, який би міг швидко і ефективно розпочинати атаки. Геммілл ідеально підходив під це завдання, але певний час відмовлявся від переходу до «Дербі», вважаючи команду недостатньо амбітною. Проте наполегливість головного тренера команди Браяна Клафа, який особисто приїхав вмовляти гравця, взяла гору і влітку 1970 року той став гравцем «Дербі Каунті». А вже у своєму другому сезоні в команді допоміг їй уперше в історії стати чемпіоном Англії. За три роки, у 1975, Геммілл був у складі команди, яка здобула для Дербі й другий чемпіонський титул, цього разу вже під керівництвом Дейва Макая. Загалом провів у клубі з Дербі сім сезонів своєї ігрової кар'єри.
1977 року прийняв пропозицію від Браяна Клафа приєднатися до очолюваної останнім команди «Ноттінгем Форест». Геммілл став третім гравцем зі складу «Дербі Каунті» зразка сезону 1971/72, що возз'єдналися з наставником, який приводив їх до перемоги у національному чемпіонаті. У першому ж сезоні в Ноттінгемі Геммілл здобув свій третій титул чемпіонський титул. А наступного року команді підкорився Кубок європейських чемпіонів 1978-1979, щоправда, радість Геммілла від здобуття трофею була захмарена тим, що він не потрапив до стартового складу англійців на фінальну гру, провівши її на лаві для запасних.
Тож невдовзі після тріумфу «Ноттінгема» на європейській арені шотландець перейшов до «Бірмінгем Сіті», кольори якого захищав протягом 1979–1982 років.
Згодом у його кар'єрі були американський «Джексонвілл Ті Мен» та англійський «Віган Атлетік», а завершив професійну ігрову кар'єру Геммілл у клубі «Дербі Каунті», до якого повернувся 1982 року і де провів два сезони.

## Виступи за збірну
1971 року дебютував в офіційних матчах у складі національної збірної Шотландії. Протягом кар'єри у національній команді, яка тривала 11 років, провів у її формі 43 матчі, у половині з яких виводив «тартанових» на поле із капітанською пов'язкою, забив 8 голів.

### Гол у ворота Нідерландів на ЧС-1978
У складі збірної був учасником чемпіонату світу 1978 року в Аргентині. Зіркова година Гемілла прийшлася на завершальну гру групового етапу мундіалю проти одного з фаворитів турніру і його майбутнього срібного призера, збірної Нідерландів. На момент початку цього матчу шотландці зберігали шанси на вихід до плей-оф, але для цього їм було необхідно не лише перемагати, але й зробити це із різницею у три м'ячі. Завдання суттєво ускладнилося після того, як на 34-й хвилині суперники повели у рахунку, реалізувавши пенальті. Але ще наприкінці першого тайму Кенні Далгліш відновив рівновагу, а на початку другого вже шотландці заробили право на пенальті, який реалізував Геммілл. А на 68-й хвилині той же Геммілл упритул наблизив свою команду до здобуття необхідного результату, зробивши рахунок 3:1. Утім трьома хвилинами пізніше нідерландці відквитали один м'яч і гра завершилася з рахунком 3:2, який влаштував саме збірну Нідерландів.
Утім другий гол Геммілла у грі увійшов до історії чемпіонатів світу і згодом неодноразово включався до рейтингів найкрасивіших голів в історії цього турніру — шотландець підібрав відскок неподалік кута карного майданчика і, чотирма дотиками обігравши трьох захисників супротивника, вийшов сам на сам з воротарем, якого перекинув шостим дотиком до м'яча. Майстерність гравця, а також важливість гола для збереження шансів на загальний успіх, зробили його одним з найяскравіших епізодів в історії ігор збірної Шотландії, який її вболівальники продовжували згадувати десятиріччями. Зокрема, у культовому британському фільмі «На голці», що вийшов через 18 років після ЧМ-1978, цей гол згадується щонайменше двічі.

## Кар'єра тренера
Розпочав тренерську кар'єру 1984 року, ставши на два сезони асистентом Браяна Клафа, під керівництвом якого провів найуспішніші роки ігрової кар'єри, у тренерському штабі «Ноттінгем Форест».
Згодом у середині 1990-х протягом двох років очолював команду клубу «Ротергем Юнайтед».
Останнім місцем тренерської роботи була юнацька збірна Шотландії, головним тренером якої Арчі Геммілл був з 2003 по 2009 рік. Під його керівництвом юні шотландці стали срібними призерами юнацького Євро-2006.
| Дата       | Місто          | Господарі         | Результат | Гості             | Турнір             | Голи | Примітки |
| ---------- | -------------- | ----------------- | --------- | ----------------- | ------------------ | ---- | -------- |
| 3-2-1971   | Серен          | Бельгія           | 3 – 0     | Шотландія         | Відбір до ЧЄ 1972  | -    |          |
| 13-10-1971 | Глазго         | Шотландія         | 2 – 1     | Португалія        | Відбір до ЧЄ 1972  | 1    |          |
| 1-12-1971  | Амстердам      | Нідерланди        | 2 – 1     | Шотландія         | товариський матч   | -    |          |
| 26-4-1972  | Глазго         | Шотландія         | 2 – 0     | Перу              | товариський матч   | -    |          |
| 20-5-1972  | Глазго         | Шотландія         | 2 – 0     | Північна Ірландія | Домашній чемпіонат | -    |          |
| 24-5-1972  | Глазго         | Шотландія         | 1 – 0     | Уельс             | Домашній чемпіонат | -    | 35'      |
| 27-5-1972  | Глазго         | Шотландія         | 0 – 1     | Англія            | Домашній чемпіонат | -    | 50'      |
| 29-10-1975 | Глазго         | Шотландія         | 3 – 1     | Данія             | Відбір до ЧЄ 1976  | -    |          |
| 17-12-1975 | Глазго         | Шотландія         | 1 – 1     | Румунія           | Відбір до ЧЄ 1976  | -    |          |
| 6-5-1976   | Глазго         | Шотландія         | 3 – 1     | Уельс             | Домашній чемпіонат | -    | кап.     |
| 8-5-1976   | Глазго         | Шотландія         | 3 – 0     | Північна Ірландія | Домашній чемпіонат | 1    | кап.     |
| 15-5-1976  | Глазго         | Шотландія         | 2 – 1     | Англія            | Домашній чемпіонат | -    | кап.     |
| 8-9-1976   | Глазго         | Шотландія         | 6 – 0     | Фінляндія         | товариський матч   | -    | кап.     |
| 13-10-1976 | Прага          | Чехословаччина    | 2 – 0     | Шотландія         | Відбір до ЧС 1978  | -    | кап. 88' |
| 17-11-1976 | Глазго         | Шотландія         | 1 – 0     | Уельс             | Відбір до ЧС 1978  | -    | кап.     |
| 28-5-1977  | Рексем         | Уельс             | 0 – 0     | Шотландія         | Домашній чемпіонат | -    |          |
| 1-6-1977   | Глазго         | Шотландія         | 3 – 0     | Північна Ірландія | Домашній чемпіонат | -    | 74'      |
| 4-6-1977   | Лондон         | Англія            | 1 – 2     | Шотландія         | Домашній чемпіонат | -    | 83'      |
| 15-6-1977  | Сантьяго       | Чилі              | 2 – 4     | Шотландія         | товариський матч   | -    | 46'      |
| 18-6-1977  | Буенос-Айрес   | Аргентина         | 1 – 1     | Шотландія         | товариський матч   | -    |          |
| 23-6-1977  | Ріо-де-Жанейро | Бразилія          | 2 – 0     | Шотландія         | товариський матч   | -    |          |
| 7-9-1977   | Берлін         | НДР               | 1 – 0     | Шотландія         | товариський матч   | -    | 65'      |
| 22-2-1978  | Глазго         | Шотландія         | 2 – 1     | Болгарія          | товариський матч   | 1    | кап.     |
| 13-5-1978  | Глазго         | Шотландія         | 1 – 1     | Північна Ірландія | Домашній чемпіонат | -    |          |
| 17-5-1978  | Глазго         | Шотландія         | 1 – 1     | Уельс             | Домашній чемпіонат | -    |          |
| 20-5-1978  | Глазго         | Шотландія         | 0 – 1     | Англія            | Домашній чемпіонат | -    | 74'      |
| 3-6-1978   | Кордова        | Перу              | 3 – 1     | Шотландія         | ЧС 1978 - 1-й етап | -    | 73'      |
| 7-6-1978   | Кордова        | Іран              | 1 – 1     | Шотландія         | ЧС 1978 - 1-й етап | -    | кап.     |
| 11-6-1978  | Мендоса        | Шотландія         | 3 – 2     | Нідерланди        | ЧС 1978 - 1-й етап | 2    | 35'      |
| 20-9-1978  | Відень         | Австрія           | 3 – 2     | Шотландія         | Відбір до ЧЄ 1980  | -    | кап.     |
| 25-10-1978 | Глазго         | Шотландія         | 3 – 2     | Норвегія          | Відбір до ЧЄ 1980  | 1    | кап.     |
| 29-11-1978 | Лісабон        | Португалія        | 1 – 0     | Шотландія         | Відбір до ЧЄ 1980  | -    | кап.     |
| 7-6-1979   | Осло           | Норвегія          | 0 – 4     | Шотландія         | Відбір до ЧЄ 1980  | -    | кап.     |
| 17-10-1979 | Глазго         | Шотландія         | 1 – 1     | Австрія           | Відбір до ЧЄ 1980  | 1    | ЖК       |
| 26-3-1980  | Глазго         | Шотландія         | 4 – 1     | Португалія        | Відбір до ЧЄ 1980  | 1    | кап.     |
| 16-5-1980  | Белфаст        | Північна Ірландія | 1 – 0     | Шотландія         | Домашній чемпіонат | -    | кап.     |
| 21-5-1980  | Глазго         | Шотландія         | 1 – 0     | Уельс             | Домашній чемпіонат | -    | кап.     |
| 24-5-1980  | Глазго         | Шотландія         | 0 – 2     | Англія            | Домашній чемпіонат | -    | кап.     |
| 31-5-1980  | Будапешт       | Угорщина          | 3 – 1     | Шотландія         | товариський матч   | -    | кап.     |
| 10-9-1980  | Стокгольм      | Швеція            | 0 – 1     | Шотландія         | Відбір до ЧС 1982  | -    | кап.     |
| 15-10-1980 | Глазго         | Шотландія         | 0 – 0     | Португалія        | Відбір до ЧЄ 1980  | -    | кап.     |
| 25-2-1981  | Рамат-Ган      | Ізраїль           | 0 – 1     | Шотландія         | Відбір до ЧС 1982  | -    | кап.     |
| 25-3-1981  | Глазго         | Шотландія         | 1 – 1     | Північна Ірландія | Відбір до ЧС 1982  | -    | кап.     |
| Усього     |                | Матчів            | 43        |                   | Голів              | 8    |          |

## Титули і досягнення

### Як гравця
- Чемпіон Англії (3):

«Дербі Каунті»: 1971–1972, 1974–1975
«Ноттінгем Форест»: 1977-1978
- Володар Суперкубка Англії з футболу (2):

«Дербі Каунті»: 1975
«Ноттінгем Форест»: 1978
- Володар Кубка англійської ліги (2):

«Ноттінгем Форест»: 1977-1978, 1978-1979
- Володар Кубка чемпіонів УЄФА (1):

«Ноттінгем Форест»: 1978-1979